# Talbot-Matra Murena
 (novembre 2020).
Si vous disposez d'ouvrages ou d'articles de référence ou si vous connaissez des sites web de qualité traitant du thème abordé ici, merci de compléter l'article en donnant les références utiles à sa vérifiabilité et en les liant à la section « Notes et références ».

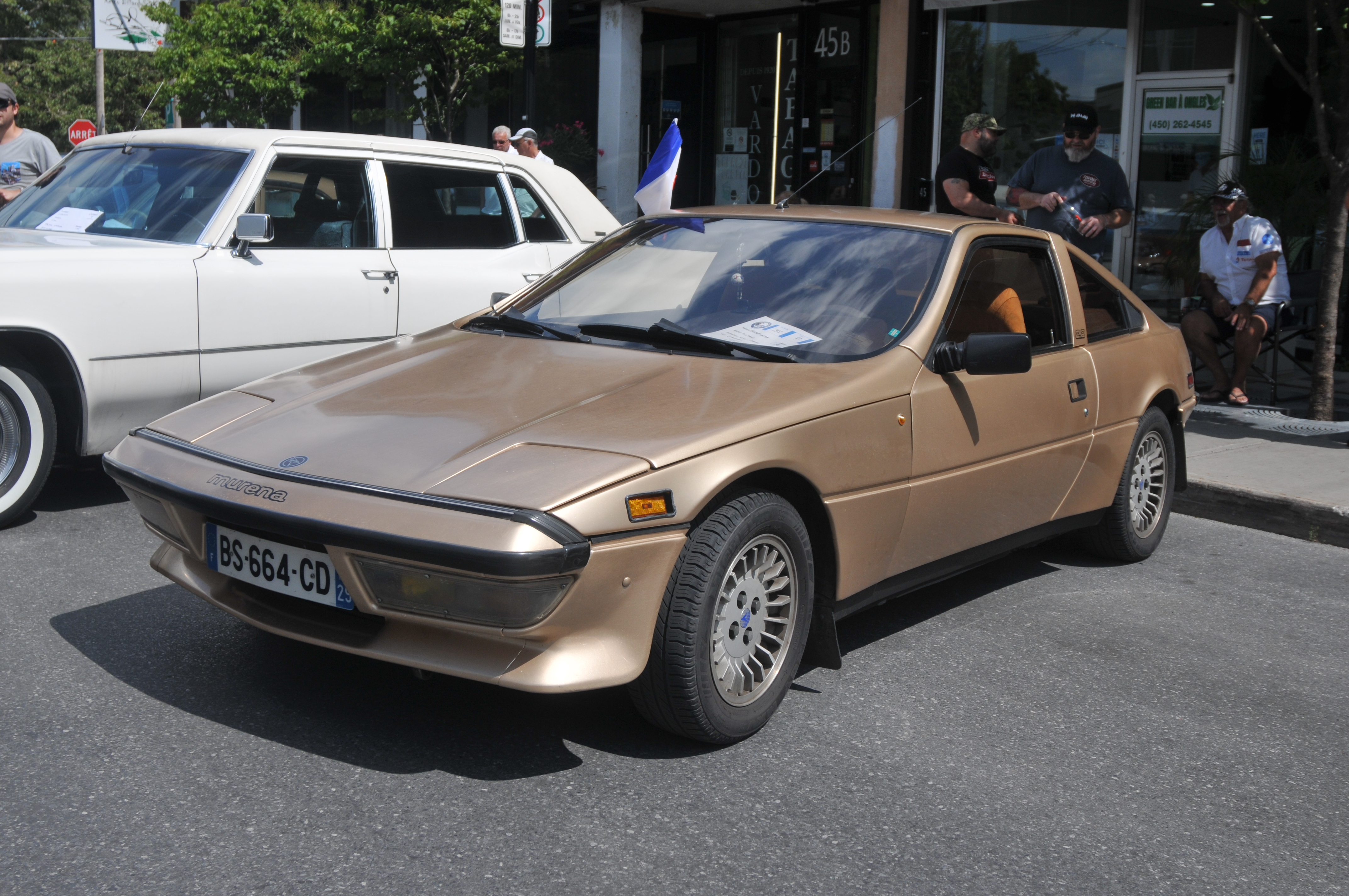

La Talbot-Matra Murena est la dernière collaboration entre le constructeur Simca, devenu Talbot après son intégration au groupe PSA, et Matra Automobile, filiale automobile du groupe Matra. Elle fut produite entre 1980 et 1983, sous les millésimes automobiles 1981 à 1984.

## Histoire
Bien qu'ayant fortement déçu la clientèle sportive, la Matra-Simca Bagheera avait su conquérir un assez large public. Pourtant, en 1979, la direction de Matra décide de la remplacer par un nouveau modèle mieux motorisé mais aussi « un modèle mieux construit et débarrassé des soucis de fiabilité », selon certains responsables en communication de la firme.

## Conception

### Carrosserie
La Murena est un coupé sportif à moteur central transversal. Conçue par des ingénieurs passionnés, la Murena est une réalisation exclusive, à l'opposé des coupés industriels des grands constructeurs. Son coffre à bagages de 232 dm3 (Murena 2,2) à 290 dm3 (Murena 1,6), situé derrière le moteur, est accessible par un vaste hayon vitré. Les phares escamotables, déjà choisis sur les Matra 530 et Bagheera, poursuivent dans la même lignée. Ils constituent une composante essentielle du design des sportives de son époque.
Sa carrosserie est constituée de panneaux en matériaux composites à base de résine et de fibre de verre. Les casquettes de phares, les pare-chocs sont en SMC (Sheet Moulding Compound) : les chutes de fibres de verre sont hachées et incorporées dans une pâte conditionnée en rouleaux. Ce matériau est déposé dans les moules où il est pressé à chaud. Le SMC sera de plus en plus utilisé par Matra dans ses voitures ultérieures (Renault Espace des générations I à III et Renault Avantime).
Son design est l'œuvre du styliste grec Antoine Volanis, déjà co-auteur de la Bagheera et auteur de la Rancho. La finesse de la ligne contraste cependant avec quelques imperfections de l'assemblage encore trop artisanal chez Matra. La surface vitrée, au vaste pare-brise extrêmement incliné, est très importante et permet une visibilité globale exceptionnelle pour un coupé à moteur central. Les phares escamotables garantissent un capot très plongeant. Le Cx est de 0,328, valeur très bonne pour une voiture à moteur central.
Les rares modèles 2.2 équipés de la « Préparation 142 » (74 exemplaires officiels), puis les 480 Murena S (1984) dont la puissance atteint 142 ch, sont équipées d'un aileron arrière en polyester noir qui répartit les portances, ainsi que d'harmonieux bas de caisse couleur carrosserie.

### Châssis

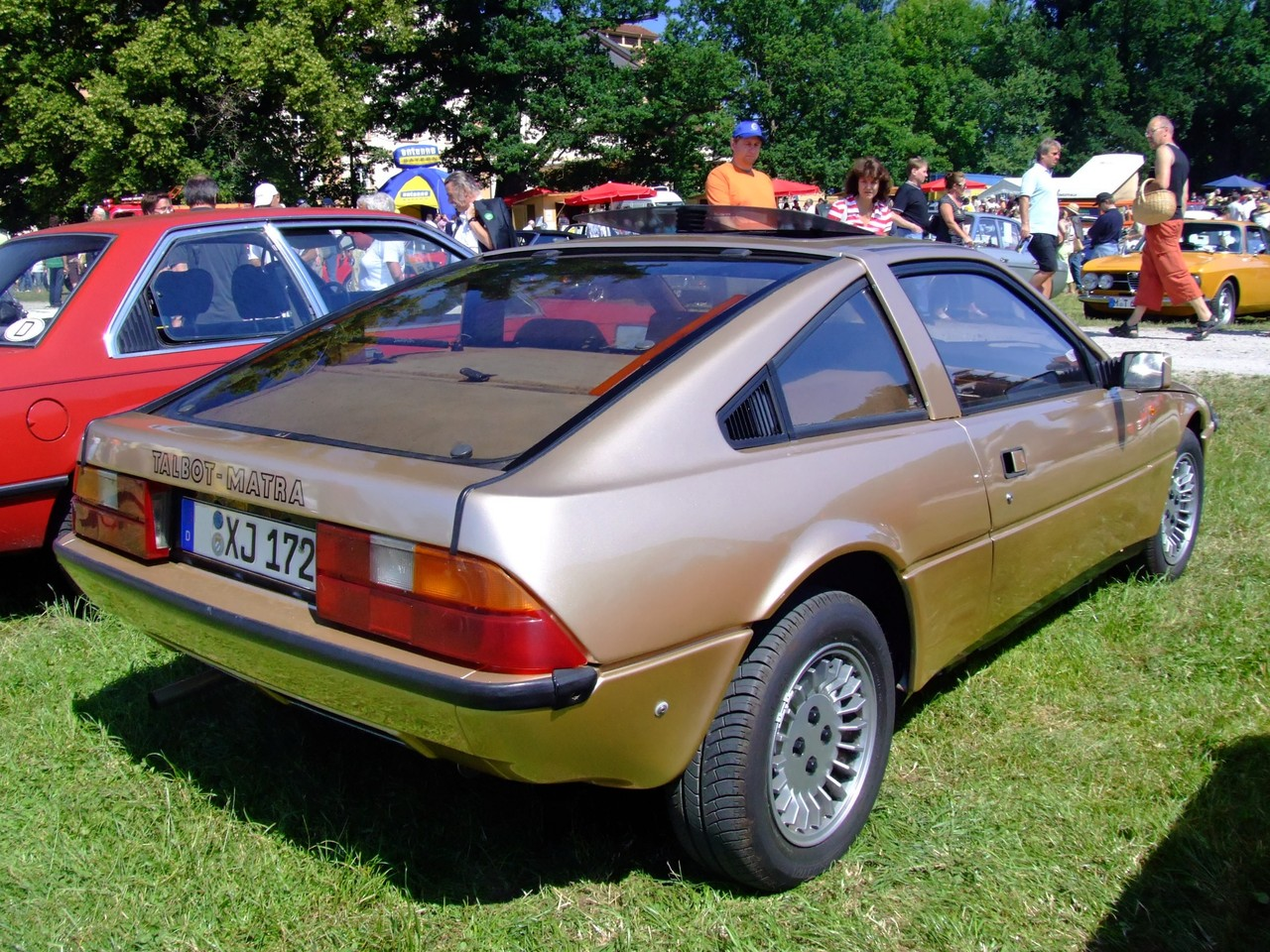
La Murena vue de trois-quarts arrière.

La structure est un châssis cadre autoporteur en tôles embouties et soudées. Elle inaugure un procédé innovant : sa protection anticorrosion réalisée par galvanisation à chaud. La caisse est plongée dans un bain de zinc en fusion, recouvrant intégralement les tôles telle une soudure continue. Vingt kilogrammes de zinc sont ainsi déposés sur une couche de 65 µm. En plus de la protection anticorrosion, cette technique ajoute un gain en rigidité du châssis de près de 45 %. Les seules autres automobiles à avoir bénéficié de ce procédé seront les Renault Espace (des générations I à III) et Avantime, également conçus et produits par Matra Automobile.

### Suspensions
- Avant : doubles leviers triangulaires transversaux, barres de torsion longitudinales, barre antiroulis et amortisseurs télescopiques ;
- Arrière : triangles obliques, barre antiroulis, ressorts hélicoïdaux et amortisseurs télescopiques.

### Aménagement intérieur
La Murena reprend le concept inauguré par la Matra-Simca Bagheera : trois places de front et face à la route. Ce concept original est bien plus logique que celui d'une 2+2 traditionnelle dont les deux places arrière sont rarement exploitables. Chaque place possède son propre siège individuel. Le siège central est cette fois doté d'un dossier rabattable. Il devient ainsi un accoudoir géant entre les deux places restantes. L'appuie-tête central bascule également pour améliorer la visibilité arrière. La presse reconnaît la grande réussite du dessin des sièges, très confortables. Le tableau de bord reprend l'instrumentation très complète de sa devancière, la Bagheera, mais est réalisé cette fois en matériau plastique thermoformé. Son esthétique est jugée décevante et sa finition correspond aux standards de l'époque, c'est-à-dire plutôt médiocre.

### Motorisations
Deux moteurs sont installés à l'origine : un 1,6 L et un 2,2 L. Le petit « moteur Poissy » 1,6 L est imposé par le marketing de Talbot pour assurer un certain volume de ventes. Au départ, le « moteur Douvrin » de 2 L commun à Peugeot et Renault devait être utilisé mais la Régie Nationale opposa son veto car elle projetait d'utiliser ce moteur sur son nouveau coupé Fuego. Matra fut donc obligé de se rabattre dans la banque d'organes Talbot et choisit le 2.2 de la Tagora, c'est-à-dire le vénérable moteur qui a équipé les Chrysler 160, 180 et 2L, réalésé à 2,2 L et bridé à 118 ch. À l'origine, Matra avait envisagé une évolution plus puissante de la Murena 2.2, la 4S, dotée d'un moteur multisoupape de 175 ch et capable de 230 km/h mais le coût excessif et le refus de PSA obligeront Matra à concevoir la « Préparation 142 » proposée à partir du millésime 1982 en poussant le 2,2 L à 142 ch. Qualifiée de vraie Murena par les journalistes, elle préfigure la Murena S qui sera lancée en guise d'édition finale au millésime 1984, après l'arrêt de production des deux versions précédentes en juillet 1983.
| Moteur                  | 1,6 L                                            | 2,2 L                                              | 2,2 L Préparation 142 et S                                                                          |
| ----------------------- | ------------------------------------------------ | -------------------------------------------------- | --------------------------------------------------------------------------------------------------- |
| Type                    | Transversal                                      | Transversal                                        | Transversal                                                                                         |
| Cylindres               | 4 cylindres                                      | 4 cylindres                                        | 4 cylindres                                                                                         |
| Soupapes                | 8 soupapes 2 par cylindre                        | 8 soupapes 2 par cylindre                          | 8 soupapes 2 par cylindre                                                                           |
| Arbre à cames           | 1 arbre à cames latéral                          | 1 arbre à cames en tête                            | 1 arbre à cames en tête affûté                                                                      |
| Cylindrée               | 1 592 cm3                                        | 2 155 cm3                                          | 2 155 cm3                                                                                           |
| Alésage x course        | 80,6 × 78 mm                                     | 91,7 × 81,6 mm                                     | 91,7 × 81,6 mm                                                                                      |
| Rapport volumétrique    | 9,35 : 1                                         | 9,45 : 1                                           | 9,5 : 1                                                                                             |
| Puissance maxi          | 68 kW (92 ch) à 5 600 tr/min                     | 86 kW (118 ch) à 5 800 tr/min                      | 104 kW (142 ch) à 6 000 tr/min                                                                      |
| Couple maxi             | 132 N m à 3 200 tr/min                           | 181 n m à 3 000 tr/min                             | 187 N m à 3 800 tr/min                                                                              |
| Catalyse                | Non                                              | Non                                                | Non                                                                                                 |
| Type de carburant       | RON 97                                           | RON 97                                             | RON 97                                                                                              |
| Carburation             | 1 carburateur double corps Weber 36 DCNVA 16/100 | 1 carburateur double corps compound Solex 34 CIC F | 2 carburateurs double corps Solex 40 ADDHE spécifiques, collecteur d'admission à 4 conduits séparés |
| Kilomètre départ arrêté | 33,3 s                                           | 30,4 s                                             | 29,1 s                                                                                              |
| 0 à 100 km/h            | 11,8 s                                           | 9,3 s                                              | 8,4 s                                                                                               |
| Vitesse maxi            | 182 km/h                                         | 197 km/h                                           | 210 km/h                                                                                            |
| Consommation            | 6,0 à 10,5 L/100 km                              | 6,9 à 12,3 L/100 km                                | 6,9 à 13,9 L/100 km                                                                                 |

## Évolution de la gamme
- Millésime 1981 : lancement de la Murena en version 1.6 suivie quelques mois plus tard par la version 2.2 ;
- Millésime 1982 : lancement de la « Préparation 142 » qui peut être montée par les concessionnaires Talbot sur la 2.2 ;
- Millésime 1983 : reconduction des versions 1.6 et 2.2 sans changement notable ;
- Millésime 1984 : les versions 1.6 et 2.2 disparaissent. Apparaît au catalogue la Murena S, ultime version sportive, équipée en usine de la « Préparation 142 ». Arrêt de la production de la Murena en juillet 1983.

## Production
- Murena 1,6 L : 5 640 exemplaires[6] ;
- Murena 2,2 L : 4 560 exemplaires[6] ;
- Murena S : 480 exemplaires[6].

## Conduite
La Murena est très équilibrée, à tel point que la presse automobile de l'époque regrette le manque de puissance. Le châssis est capable d'encaisser des moteurs bien plus puissants que le 2,2 L de 118 ch. La tenue de route pardonne beaucoup d'erreurs de conduite, sauf sur les versions 2.2 de présérie testées par la presse : la partie arrière du châssis faisait alors preuve d'un manque certain de rigidité (montage des bras de la 1.6). Cette erreur de conception sera vite résolue par l'adoption de bras de suspension renforcés, propres à cette version, puis par l'adjonction d'une barre anti-rapprochement arrière boulonnée sous le châssis. Quant à son confort, il se révèle être de très haut niveau. La vie à bord est très agréable avec des sièges très bien conçus, mais une planche de bord à la finition perfectible . La place centrale manque cependant de largeur et le levier de vitesses empiète sur son espace.

## Fin de carrière de la Murena
En 1983, le phénomène des GTI s'installe en Europe. Ce sont de petites berlines légères équipées de moteurs puissants. L'époque n'est plus aux coupés sport comme la Murena ou les Opel Manta, Volkswagen Scirocco, Renault Fuego, etc. Les ventes de la Murena sont bien plus faibles que celles de son aînée la Bagheera, vendue à près de 50 000 exemplaires et il faut avouer que l'avenir de la Murena n'a jamais intéressé PSA : le réseau Peugeot-Talbot, après fusion, a ignoré un produit aux antipodes de la production traditionnelle de la marque au lion. L'avenir de la Murena est très largement compromis. Matra commence à travailler sur un projet révolutionnaire, d'abord présenté à Peugeot, puis à Citroën, avant de se retrouver chez Renault pour devenir l'Espace. Le monocorps conçu par Matra ne sera donc pas la dernière Talbot mais symbolisera la « voiture à vivre » de Renault.
La Murena S, lancée en point d'orgue, va permettre aux 480 chanceux clients de goûter, enfin, aux joies d'un coupé sportif aux performances à la hauteur des concurrentes. La Murena, ainsi que la Rancho, fera les frais de la rupture brutale avec PSA en juin 1983. 

## Galerie

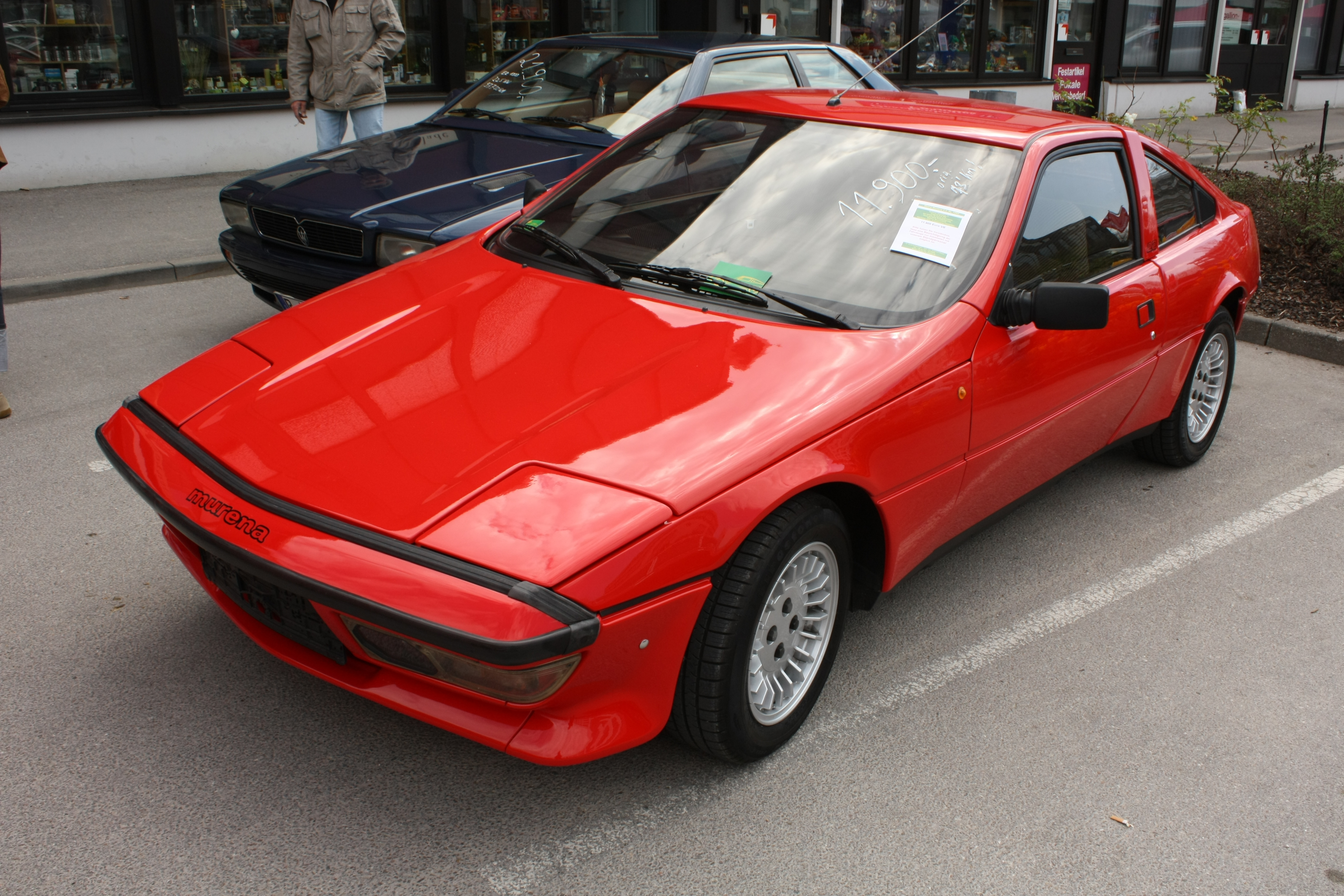
Présentation d'un modèle 2.2 de 1982.
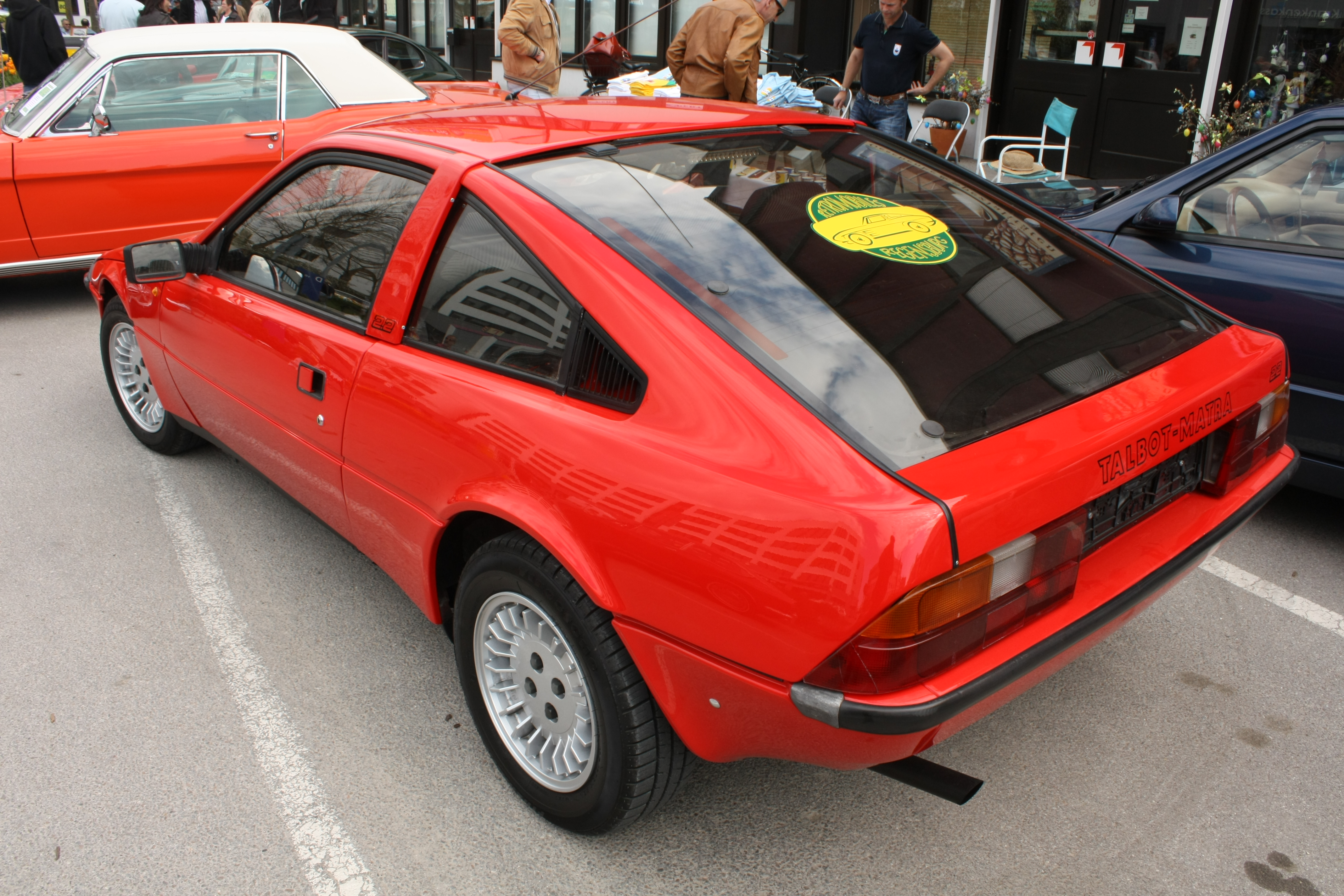
Vue arrière du même modèle.
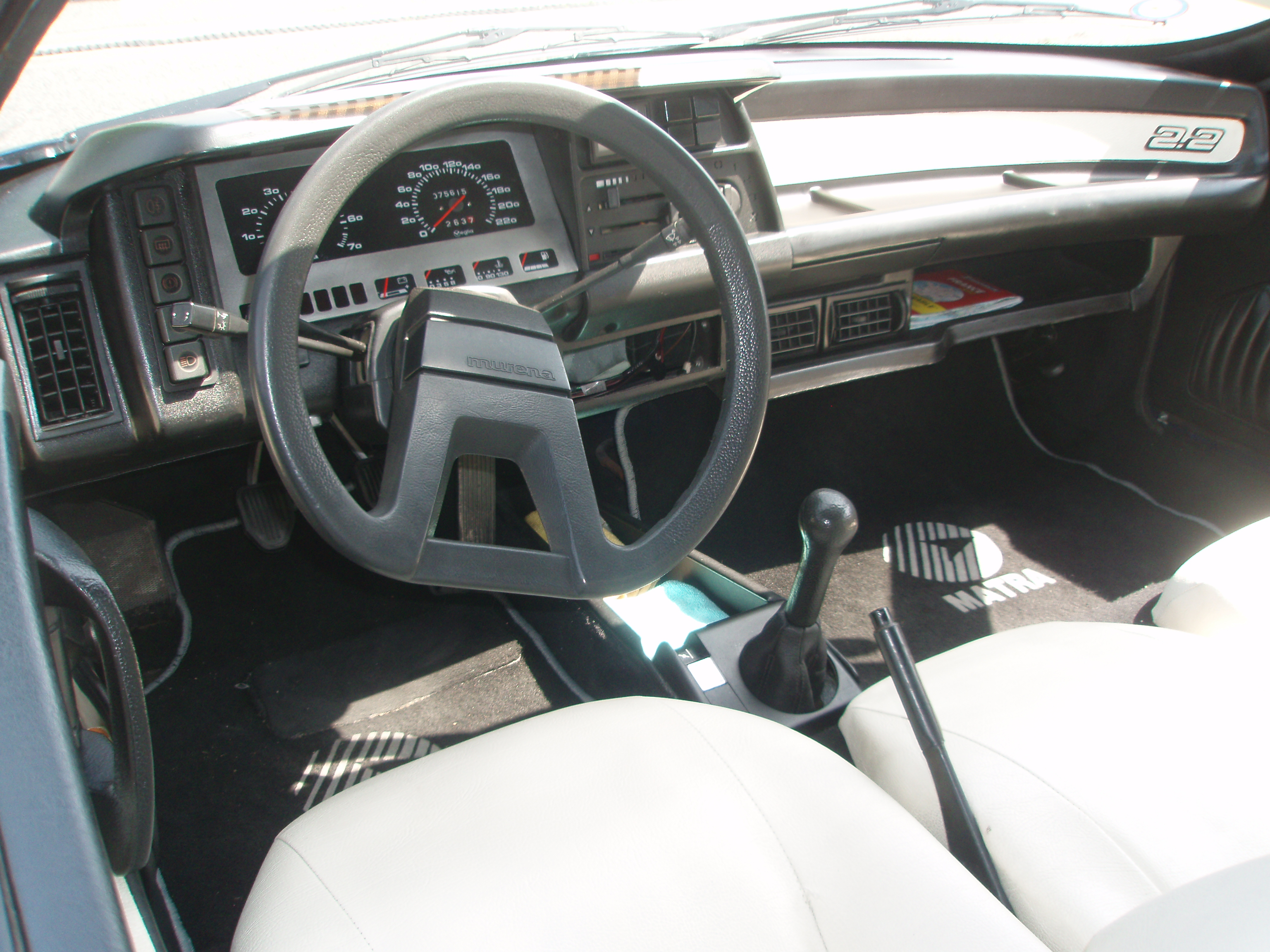
Vue générale du tableau de bord.
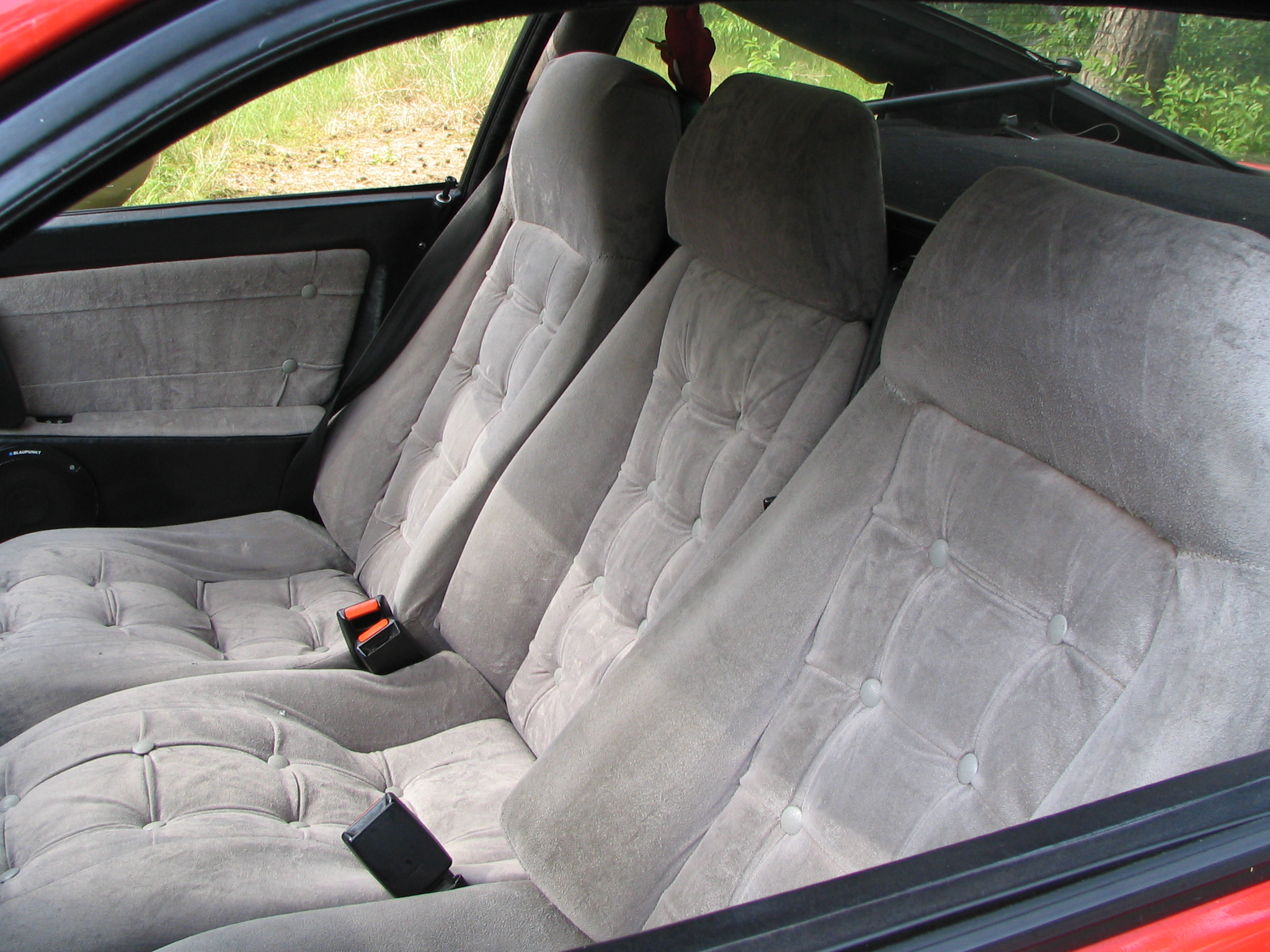
L'habitacle de la Murena avec les 3 places de front.
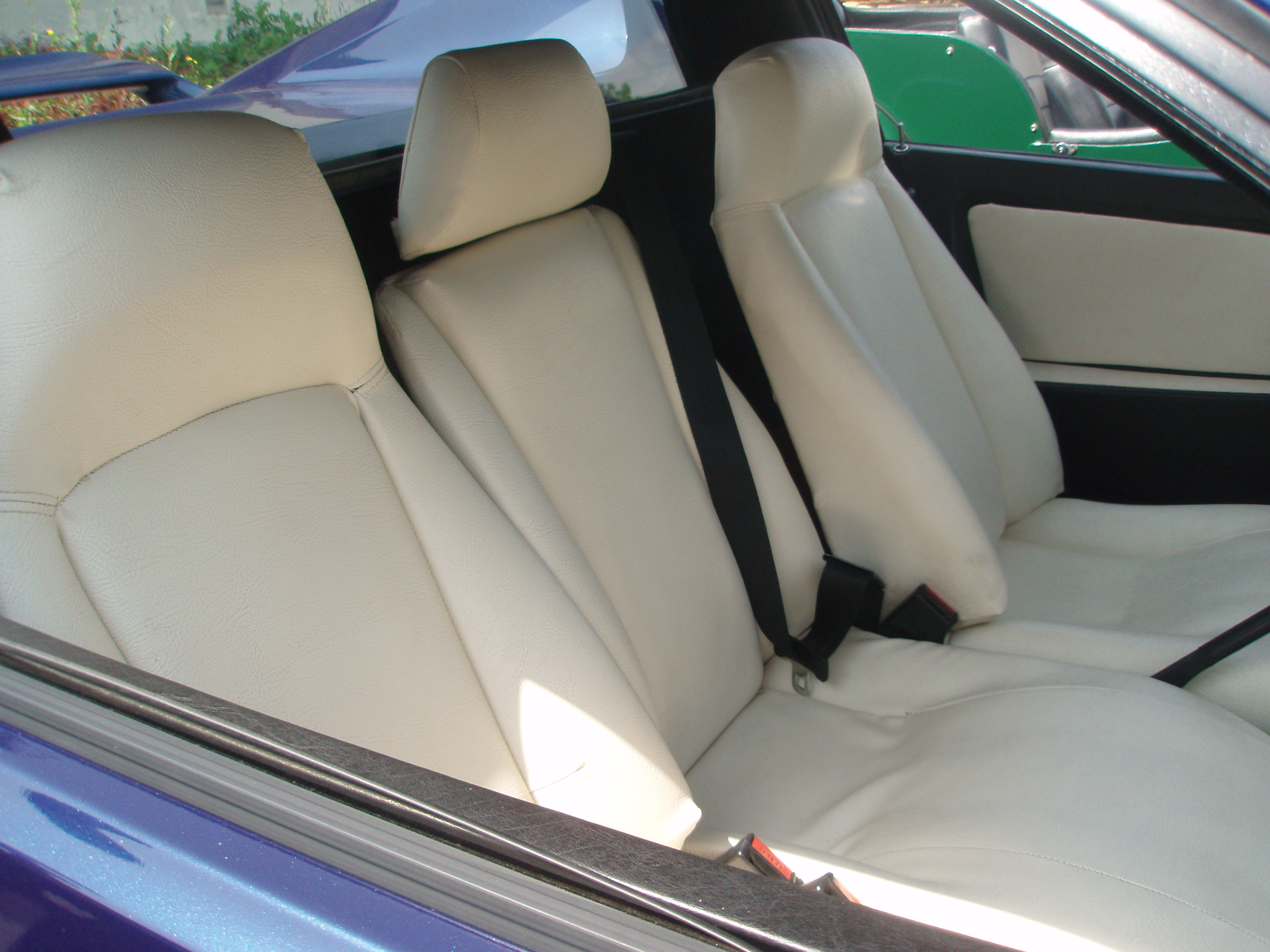
Autres sellerie de la Murena.
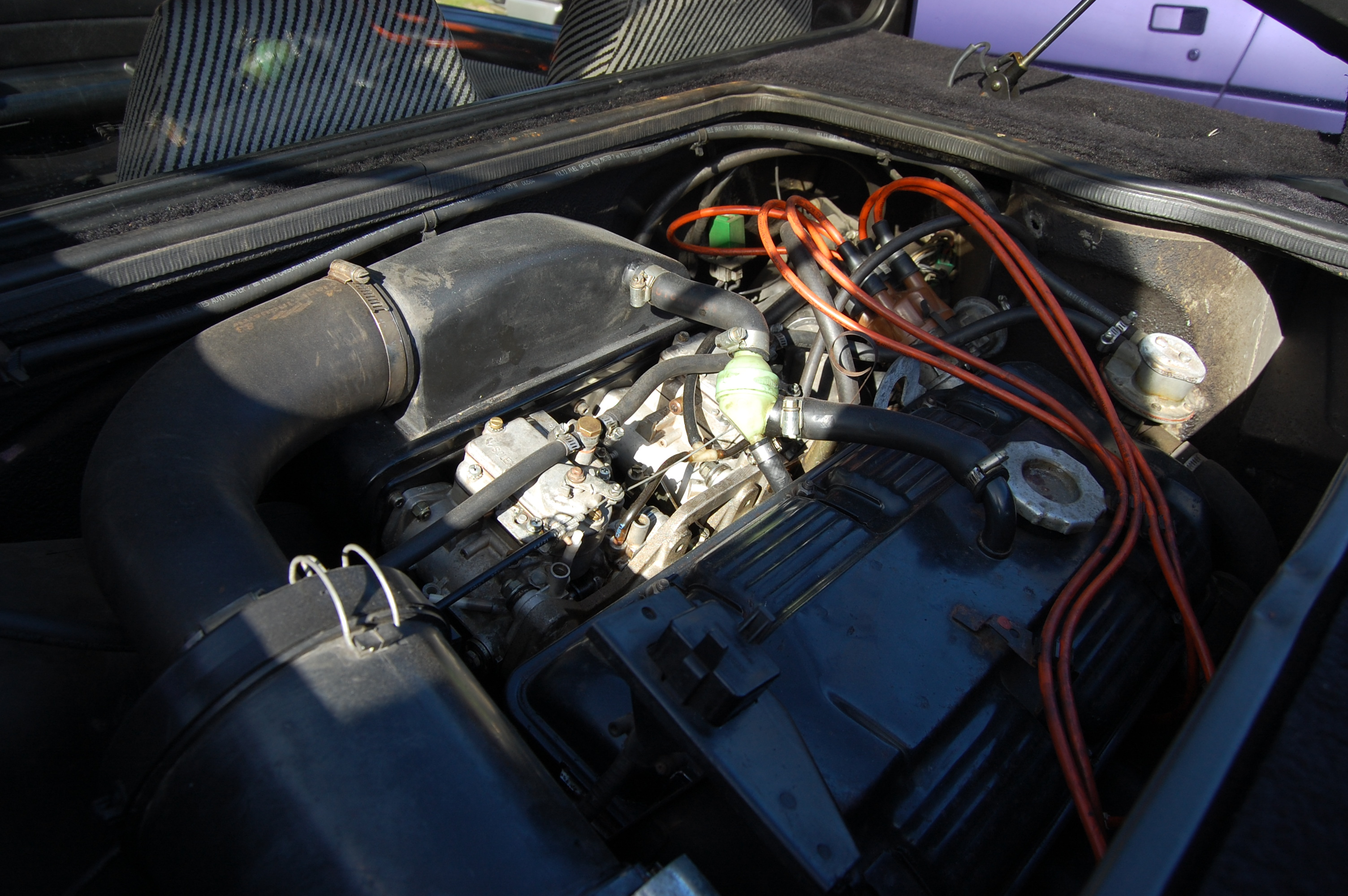
Vue générale du moteur 2.2S de 1983.